# Nørre Gørding Kirke
Nørre Gørding Kirke er en romansk kirke i en spredt bebyggelse mellem Nissum Fjord og Vemb.

## Bygning og inventar
Nørre Gørding Kirke er opført i granitkvadre og har blytag.
Kirkens døbefont er i romansk stil og lavet i granit. Prædikestolen stammer fra renæssancen, og årstallet 1602 er malet på den.
- Altertavle

## Historie
Nørre Gørding Kirke stammer fra omkring år 1100, hvor skibet og koret blev opført. Våbenhuset er tilføjet senere, og klokkekammen i gavlen blev sat på i midten af det 19. århundrede.
Kirken gennemgik en renovering i 1967-68.